# Stanisław Bedryjowski (1897–1973)
Stanisław Florian Bedryjowski (ur. 4 maja 1897 w Strusowie, zm. 20 listopada 1973 w Londynie) – major kawalerii Wojska Polskiego.

## Życiorys
Urodził się 4 maja 1897 w Strusowie, w ówczesnym powiecie trembowelskim Królestwa Galicji i Lodomerii, w rodzinie Michała i Klary z Rudnych. Do szkół średnich uczęszczał w Trembowli (1906–1909), Tarnopolu (1909–1913) i Lwowie (1913–1914). Wojenną maturę zdał w 1916 w Wiedniu.
W sierpniu 1914 wstąpił do Legionów Polskich i został przydzielony do 3 pułku piechoty. Służył w nim do 4 lutego lub do 15 listopada 1915, po czym przeszedł do 3. szwadronu kawalerii późniejszego 2 pułku ułanów. 1 czerwca 1917 został przydzielony do szwadronu karabinów maszynowych jako dowódca sekcji. Po bitwie pod Rarańczą (15–16 lutego 1918) i rozwiązaniu Polskiego Korpusu Posiłkowego (19 lutego 1918) wstąpił do Polskiej Organizacji Wojskowej i został skierowany do Miżyńca, gdzie zorganizował miejscowy oddział organizacji.
1 grudnia 1918 przeszedł do WP, do dyonu jazdy rotmistrza Antoniego Jabłońskiego, w którym służył do 1 lutego 1919 w stopniu starszego ułana, następnie wachmistrza, pełniąc przy tym funkcję zastępcy dowódcy plutonu. Potem służył w 11 pułku ułanów, w którym dowodził 1. szwadronem (do 15 kwietnia 1919), a potem plutonem (do 15 lipca 1919). 21 sierpnia 1919 jako podoficer byłych Legionów Polskich został mianowany z dniem 1 sierpnia 1919 podporucznikiem w kawalerii. Służył wówczas w 2 pułku szwoleżerów. 15 grudnia 1919 został skierowany do Dowództwa Okręgu Generalnego Pomorze, w którym pełnił funkcję szefa adiutantury do 1 listopada 1920. 15 marca 1921 został awansowany na porucznika.
Od 1921 służył w 22 pułku ułanów w Radymnie, a później w Brodach. 3 maja 1922 został zweryfikowany w stopniu porucznika ze starszeństwem od 1 czerwca 1919 i 315. lokatą w korpusie oficerów jazdy (od 1924 – kawalerii). W listopadzie 1924 został przydzielony do  6 Samodzielnej Brygady Kawalerii w Stanisławowie na stanowisko kierownika kancelarii. W czerwcu 1926 został przeniesiony do kadry oficerów kawalerii z pozostawieniem na zajmowanym stanowisku w 6 SBK. Później został przydzielony do szwadronu pionierów 6 Samodzielnej Brygadzie Kawalerii w Stanisławowie na stanowisko młodszego oficera szwadronu. W sierpniu 1926 został przeniesiony do 6 pułku ułanów z pozostawieniem na zajmowanym stanowisku w szwadronie pionierów 6 SBK. Z dniem 1 czerwca 1927 został przeniesiony do 22 pułku ułanów. 27 stycznia 1930 prezydent RP nadał mu z dniem 1 stycznia 1930 stopień rotmistrza w korpusie oficerów kawalerii i 11. lokatą. W marcu 1931 ogłoszono jego przeniesienie do 9 pułku strzelców konnych w Grajewie, ale później zarządzenie w tej sprawie zostało unieważnione. W sierpniu 1931 został zwolniony z zajmowanego stanowiska i oddany do dyspozycji dowódcy Okręgu Korpusu Nr III. Następnie pełnił służbę w Oddziale II Sztabu Głównego. W 1936 dowodził 2. szwadronem 19 pułku ułanów w Ostrogu nad Horyniem. Od 14 czerwca 1937 pełnił służbę w Dowództwie Okręgu Korpusu Nr I w Warszawie na stanowisku kierownika referatu dyscypliny.
18 września 1939 przekroczył granicę rumuńską. 14 stycznia 1940 zameldował się w Stacji Zbornej w koszarach Bessières w Paryżu. Pełnił tam, a następnie w Stacji Zbornej Carpiagne, obowiązki oficera ewidencji personalnej i rejestracyjnego. Po klęsce Francji przedostał się do Wielkiej Brytanii. W Plymouth skierowano go do Obozu WP w Crawford. Dalszą służbę pełnił na Wyspach Brytyjskich. Na majora został awansowany ze starszeństwem z 1 stycznia 1946. Od 10 września 1946 do 9 września 1948 służył w Polskim Korpusie Przysposobienia i Rozmieszczenia. Później awansował na podpułkownika.
Zmarł 20 listopada 1973 w Londynie. Został pochowany na cmentarzu Putney Vale.

## Ordery i odznaczenia
- Krzyż Niepodległości – 23 grudnia 1933 „za pracę w dziele odzyskania niepodległości”[19][20]
- Krzyż Walecznych[21]
- Srebrny Krzyż Zasługi[21]